# Magic Sticks
Magic Sticks ist eine deutsch-US-amerikanische Filmkomödie aus dem Jahr 1987.

## Handlung
Der mittellose Schlagzeuger Felix scheint in New York nicht sein Glück zu machen. Da bekommt er zwei wundersame Schlagzeugstöcke geschenkt, die waschechte New Yorker im Rhythmus tanzen lassen. Zwei Gangster wittern den großen Coup und entführen Felix und seine neue Freundin. Ihr Plan, mit Hilfe der Sticks reich zu werden, schlägt fehl, wohl aber gelingt es Felix, sich in der Metropole durchzusetzen.

## Kritik
Das Lexikon des internationalen Films bezeichnete die Produktion als eine „[h]armlos-sympathische Komödie“, deren zugrundeliegende Idee „wenig tragfähig […]“ sei.